# Communauté de communes Maine Cœur de Sarthe
La communauté de communes Maine Cœur de Sarthe est une communauté de communes française, créée au 1er janvier 2017 et située dans le département de la Sarthe et la région Pays de la Loire. 

## Histoire
La communauté de communes est créée au 1er janvier 2017 par arrêté du 25 novembre 2016. Elle est formée par fusion de la communauté de communes des Portes du Maine et de la communauté de communes des Rives de Sarthe. Initialement situé à Ballon-Saint Mars, son siège est transféré le 1er janvier 2020 à Joué-l'Abbé.

## Territoire communautaire

### Géographie
Située au centre  du département de la Sarthe, la communauté de communes Maine Cœur de Sarthe regroupe treize communes et présente une superficie de 187,7 km2.

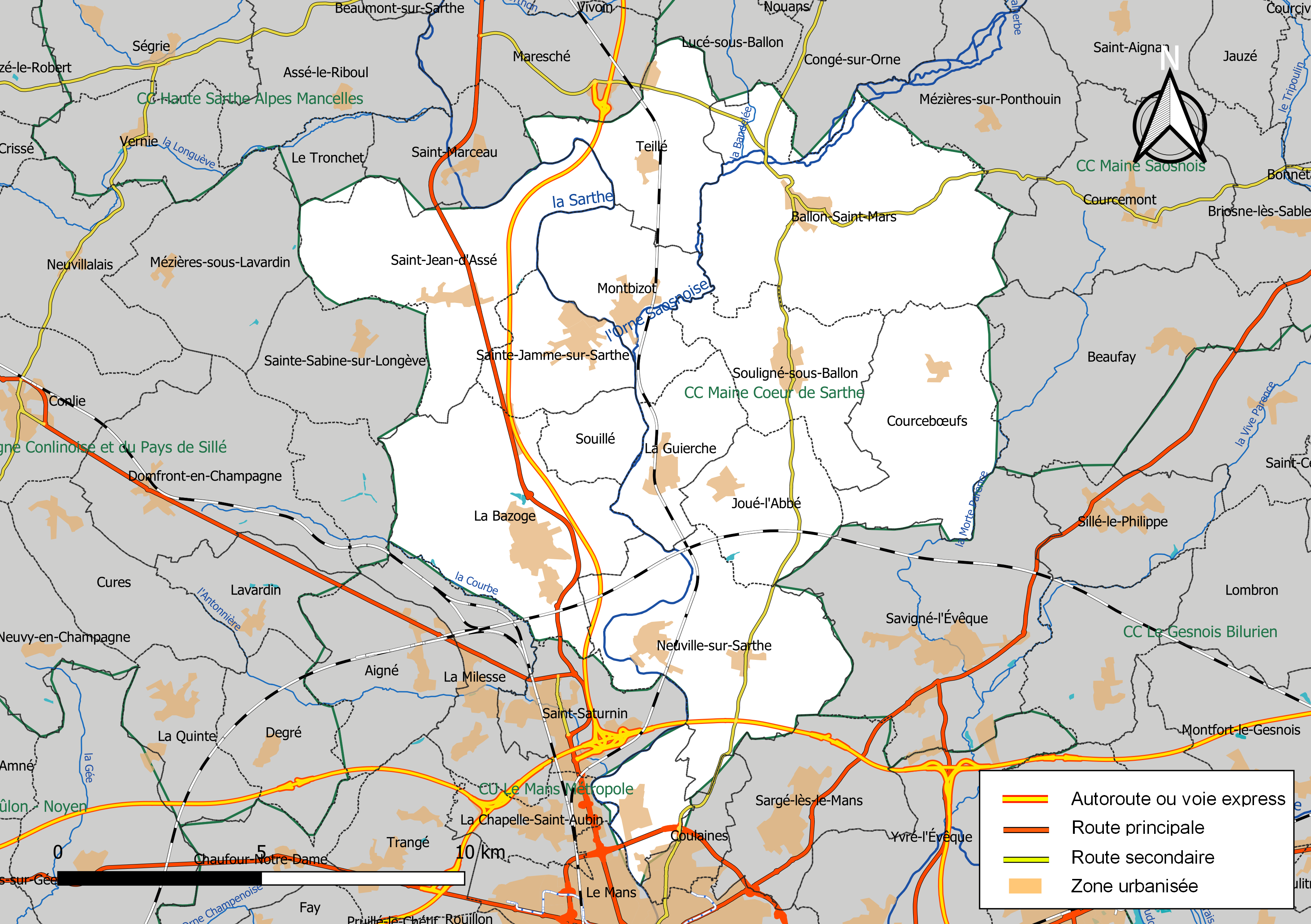
Carte de la communauté de communes Maine Cœur de Sarthe au 1er janvier 2019.

### Composition

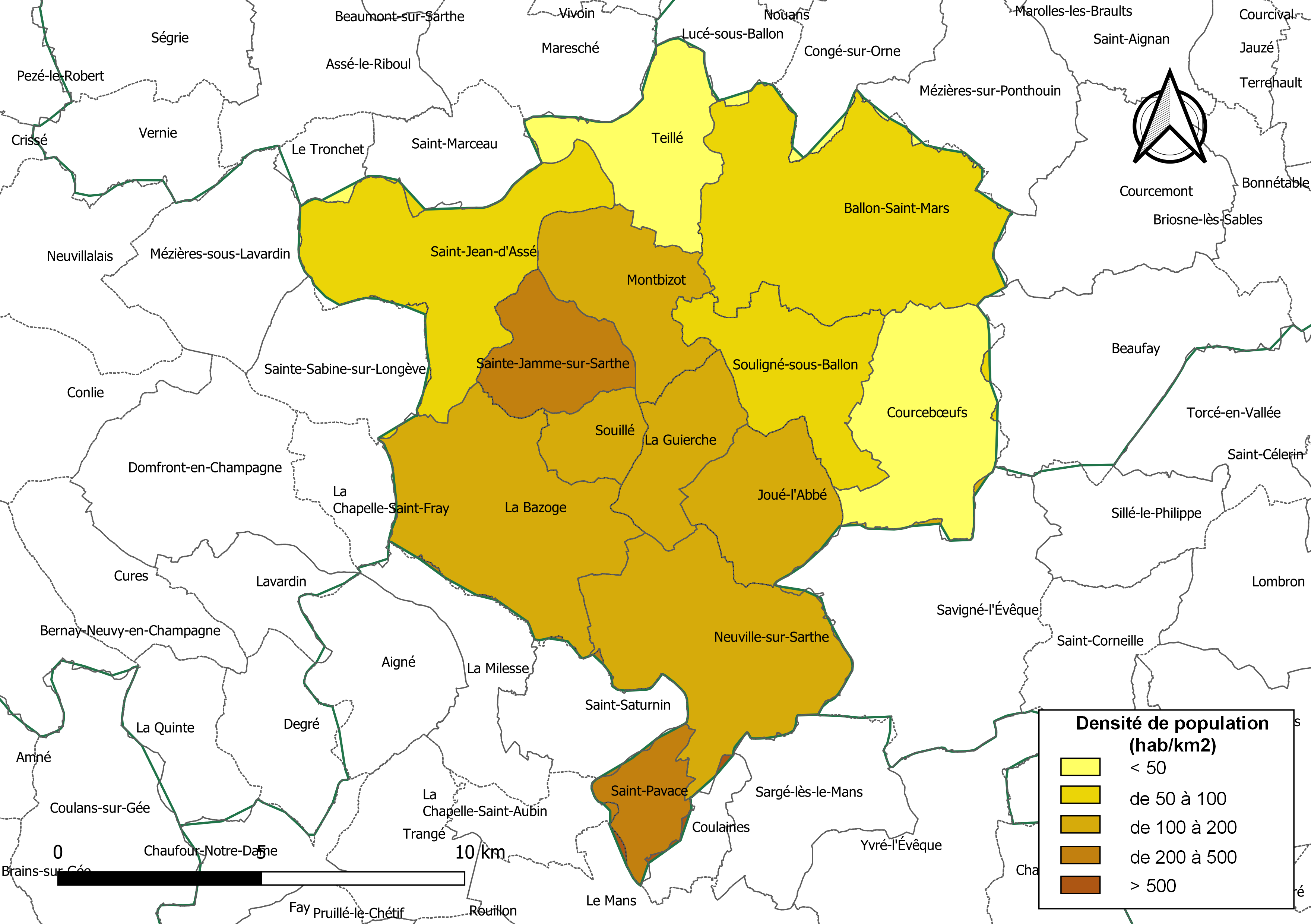
Carte des densités de population (millésimée 2016) des communes de la communauté de communes Maine Cœur de Sarthe. Composition en communes au 1er janvier 2019.

La communauté de communes est composée des treize communes suivantes :

| Nom                     | Code Insee | Gentilé        | Superficie (km2) | Population (dernière pop. légale) | Densité (hab./km2) |
| ----------------------- | ---------- | -------------- | ---------------- | --------------------------------- | ------------------ |
| Joué-l'Abbé (siège)     | 72150      | Joyeux         | 10,39            | 1 275 (2022)                      | 123                |
| Ballon-Saint Mars       | 72023      |                | 31,61            | 2 270 (2022)                      | 72                 |
| La Bazoge               | 72024      | Bazogiens      | 22,87            | 3 748 (2022)                      | 164                |
| Courcebœufs             | 72099      | Courcebœusiens | 16,83            | 641 (2022)                        | 38                 |
| La Guierche             | 72147      | Guierchois     | 7,88             | 1 285 (2022)                      | 163                |
| Montbizot               | 72205      | Montbizotins   | 11,38            | 1 833 (2022)                      | 161                |
| Neuville-sur-Sarthe     | 72217      | Neuvillois     | 22,94            | 2 463 (2022)                      | 107                |
| Saint-Jean-d'Assé       | 72290      | Asséens        | 21,29            | 1 810 (2022)                      | 85                 |
| Saint-Pavace            | 72310      | Palvinéens     | 5,16             | 2 002 (2022)                      | 388                |
| Sainte-Jamme-sur-Sarthe | 72289      | Saint-Jammois  | 8,43             | 1 964 (2022)                      | 233                |
| Souillé                 | 72338      | Souilléens     | 4,57             | 822 (2022)                        | 180                |
| Souligné-sous-Ballon    | 72340      | Soulignéens    | 12,76            | 1 237 (2022)                      | 97                 |
| Teillé                  | 72349      | Teilléens      | 11,54            | 521 (2022)                        | 45                 |

## Administration

### Siège
Le siège de la communauté de communes est situé à Joué-l'Abbé.

### Conseil communautaire
Le conseil communautaire est composé depuis 2017 de trente-six conseillers issus des conseils municipaux des treize communes membres.
Les délégués sont répartis selon l'importance comme suit :
| Nombre de délégués | Communes                                                        |
| ------------------ | --------------------------------------------------------------- |
| 6                  | La Bazoge                                                       |
| 4                  | Ballon-Saint-Mars, Neuville-sur-Sarthe, Sainte-Jamme-sur-Sarthe |
| 3                  | Montbizot, Saint-Jean-d'Assé, Saint-Pavace                      |
| 2                  | Joué-l'Abbé, La Guierche, Souligné-sous-Ballon                  |
| 1                  | Courcebœufs, Souillé, Teillé                                    |

### Présidence
| Période         | Période         | Identité         | Étiquette | Qualité                                                                     |
| --------------- | --------------- | ---------------- | --------- | --------------------------------------------------------------------------- |
| janvier 2017    | 11 juillet 2020 | Véronique Cantin | DVD       | Maire de Neuville-sur-Sarthe (2001 → ) Conseillère départementale (2015 → ) |
| 11 juillet 2020 | En cours        | David Chollet    | DVD       | Maire de Souligné-sous-Ballon (2014 → )                                     |